# كأس ديفيز 2006
كأس ديفيز 2006 هو الموسم 95 من  كأس ديفيز. أقيم خلال الفترة 10 فبراير 2006 وحتى 3 ديسمبر 2006، وفاز فيه منتخب روسيا لكأس ديفيز.